# بانکداری در ارمنستان
به منظور حمایت از این بخش و افزایش دسترسی به وام‌ها، بانک مرکزی ارمنستان (CBA) با کاهش سیستماتیک نرخ تأمین مالی مجدد، روند تسهیل سیاست‌های پولی را آغاز کرد که بین سال‌های ۲۰۱۵ تا ۲۰۱۷ با ۴٫۵ درصد کاهش به ۶ درصد رسید. این امر بانک‌ها را وادار کرده است تا نرخ وام‌ها و سپرده‌ها را به سمت پایین اصلاح کنند، که با کاهش نرخ اعتبار و سپرده به ترتیب از ۱۴٫۷٪ به ۱۰٫۷٪ و از ۹٫۷٪ به ۵٫۳٪ در سال‌های ۲۰۱۶–۲۰۱۷ مشهود است.